# Жовтобрюшка акацієва
Жовто́брюшка акацієва (Eremomela usticollis) — вид горобцеподібних птахів родини тамікових (Cisticolidae). Мешкає в Центральній і Південній Африці.

## Підвиди
Виділяють два підвиди:
- E. u. rensi Benson, 1943 — східна Замбія, південне Зімбабве, центральний Мозамбік;
- E. u. usticollis Sundevall, 1850 — від південної Анголи і Намібії до південного Мозамбіку і сходу ПАР.

## Поширення і екологія
Акацієві жовтобрюшки живуть в сухих саванах, сухих тропічних лісах і чагарникових заростях.